# 黒星紅白
黒星紅白（くろぼしこうはく、1974年11月19日 - ）は、日本のイラストレーター。神奈川県出身、男性。長らく福岡県に在住していたが、現在は神奈川県在住。飯塚 武史（いいづか たけし）名義でも活動している。

## 概要
小説の表紙・挿絵やゲームのキャラクターデザインなどを多く手がけている。近年はアニメーションのキャラクター原案を務めることも多い。
九州産業大学芸術学部在学中にイラストレーターとしての仕事を始めたため、中退している。ごく初期の仕事としては、1999年1月にアンソロジー『キュートプラス』で発表されたフルカラー漫画作品『絶対勇者圏』と、同年5月の『Colorful PUREGIRL』創刊号の表紙イラストレーションが挙げられる。
2000年から担当しているゲームソフト『サモンナイトシリーズ』のキャラクターデザインや、小説『キノの旅』の挿絵で人気を博す。特に後者は20年以上続く代表作となっており、作者の時雨沢恵一とは『一つの大陸の物語シリーズ』『ソードアート・オンライン オルタナティブ ガンゲイル・オンライン』『レイの世界 ―Re:I― Another World Tour』など、ほとんどすべての作品でコンビを組んでいる。
初期は「ぷに」絵に括られる「萌え」系のイラストレーターで、子供を描く際はそのふくよかな頬が特徴的だったが、次第に多種多様な描写を得意とするようになった。黒と赤色系統の色を好んで使用し、ラフから完成までイラストレーションは主にSAIで作成している。
なお、2007年夏以降の時雨沢恵一作品である『学園キノ』2巻、『キノの旅』11-12巻、『メグとセロン』1-3巻では、イラストを中心とした1ページ分のあとがきを毎回掲載している。『メグとセロン』1巻および2巻のあとがきではジャージマニアであることを告白し、3巻のあとがきでジャージのイラストを描いている。その後、ジャージだけでなく制服もスクール水着も厚着も薄着も女子ならなんでも好きと告白し直した。
USTREAMでの作業配信を行っており、2013年4月30日からは『ニコニコ生放送』でコミュニティ「黒星紅白お絵かき配信」を開設し、作画配信やゲーム配信を行っている。視聴者からは、別名義になぞらえて「たけし」と呼ばれている。
生放送配信時、視聴者から名義の使い分けについての質問に対し「過去の仕事の関係で（黒星紅白名義は）某社からNGが出た」ことを告白している。

## 作品

### 小説の表紙・挿絵
- キノの旅シリーズ（時雨沢恵一 著 電撃文庫／角川つばさ文庫）
  - 学園キノシリーズ（時雨沢恵一著 電撃文庫）
- 一つの大陸の物語シリーズ
  - アリソン（時雨沢恵一 著 電撃文庫）
  - リリアとトレイズ（時雨沢恵一 著 電撃文庫）
  - メグとセロン（時雨沢恵一 著 電撃文庫）
- 閉鎖のシステム（秋田禎信 著 富士見ミステリー文庫）
- 放課後退魔録（岡本賢一 著 角川スニーカー文庫）
- アクエリアンエイジ 宝瓶宮の扉（中井まれかつ 著 ソニー・マガジンズ 表紙以外の挿絵・飯塚武史名義）
- お茶が運ばれてくるまでに〜A Book At Cafe〜 （時雨沢恵一 著 メディアワークス文庫）
- 夜が運ばれてくるまでに〜A Book in A Bed〜 （時雨沢恵一 著 メディアワークス文庫）
- 答えが運ばれてくるまでに〜A Book without Answers〜 （時雨沢恵一 著 メディアワークス文庫）
- 男子高校生で売れっ子ライトノベル作家をしているけれど、年下のクラスメイトで声優の女の子に首を絞められている。（時雨沢恵一 著 電撃文庫）
- 銀河鉄道の夜（宮沢賢治 著 角川文庫 2011年限定）
- 十方暮の町（沢村鐵 著 角川書店）
- 蒲生邸事件 （宮部みゆき 著 講談社青い鳥文庫）
- ソードアート・オンライン オルタナティブ ガンゲイル・オンライン（時雨沢恵一 著 電撃文庫）
- さびしがりやのロリフェラトゥ（さがら総著　ガガガ文庫）
- レイの世界 ―Re:I― Another World Tour（時雨沢恵一 著 KADOKAWA）

### キャラクターデザイン
- サモンナイトシリーズ（バンプレスト、フライト・プラン、フェリステラ。飯塚武史名義）
- 虹色ドッジボール〜乙女たちの青春（アトラス。一部のキャラクター。飯塚武史名義）
- FELISTELLA（フェリステラ）合同会社 イメージキャラクター 「ステラ」 （飯塚武史名義）
- 拡散性ミリオンアーサー（スクウェア・エニックス。一部のキャラクター）
- ハローキティといっしょ!（サンリオウェーブ。蘭道鈴）
- 英雄*戦姫 GOLD（天狐。一部キャラクターデザイン）
- 一血卍傑-ONLINE-（DMM.com OVERRIDEとRejet。一部キャラクターデザイン）
- Fate/Grand Order（TYPE-MOON 一部キャラクターデザイン）
- 22/7（2018年 - ）（神木みかみ キャラクターデザイン）[3]
- アズールレーン クロスウェーブ（コンパイルハート、Yostar 島風）

### Vtuberデザイン
- バーチャル記憶喪失er アメノセイくんちゃん、
- ホロライブEN所属 Ninomae Ina'nis（にのまえ いなにす、一 伊那尓栖）

### キャラクター原案
- スカイガールズ（男性キャラクター原案）
- シゴフミ（雨宮諒 著 電撃文庫） - テレビアニメを中心としたメディアミックス企画
- わんおふ -one off-
- 世界征服〜謀略のズヴィズダー〜[4]
- ポッピンQ
- プリンセス・プリンシパル

### アニメ関連イラスト
- アスタロッテのおもちゃ!（第1話アイキャッチ）
- ソードアート・オンライン（第8話エンドカード）
- ニセコイ（第16話提供バック）
- ブラック・ブレット（第9話エンドカード）

### イラストレーション
- Colorful PUREGIRL（1999年5月創刊号表紙イラスト、「Visual Syndicate」1999年6月号、7月号、2000年2月号、3月号、5月号、2001年4月号、5月号、8月号、11月号）
- 月刊ComicREX（2007年12月号「REX制服イラストコレクション」、2014年3月号表紙イラスト[5]）
- ドラマCD 秋桜の空に（第2期ジャケットイラスト）
- アクエリアンエイジ（カードイラスト）
- モンスターコレクション（カードイラスト）
- ハヤテのごとく!TCG ナギたんデッキ/ヒナたんデッキ（パッケージ・カードイラスト）
- つぼみ（Vol.5カバーイラスト）

### 漫画
- 絶対勇者圏（コアマガジン『キュートプラス』収録、1999年1月発売）
- ゆりゆら（ワニマガジン『なつひめ』収録、2011年9月発売）

### 画集
- KUROBOSHI KOUHAKU the Beautiful World（2003年3月、メディアワークス、ISBN 4-8402-2296-7）
- COADVENTURE 飯塚武史サモンナイト画集（2005年12月、集英社、ISBN 4-08-873759-8）
- 世界征服 ~謀略のズヴィズダー~ 黒星紅白デザインワークス（2014年2月、一迅社、ISBN 4-7580-1369-1）
- 黒星紅白画集 noir（2015年4月、KADOKAWA/アスキー・メディアワークス、ISBN 4-04-869146-5）
- 黒星紅白画集 rouge（2015年6月、KADOKAWA/アスキー・メディアワークス、ISBN 4-04-869147-3）
- 黒星紅白画集 blanc（2021年1月、KADOKAWA、ISBN 4-04-913331-8）

### その他
- とある見習い魔法少年の日常（奇械田零士朗） 単行本おまけイラスト。黒星紅白名義。
- 夢色ハッピーエンド（虎ゐ春人 著 / えすけー 挿絵 E☆2スナックノベルス） - 原作担当（雑誌『E☆2』連載のオリジナルフィギュア企画の小説化作品）
- 武装神姫 モトレーサー型MMSエストリル、クルーザー型MMSジルリバーズ（コナミデジタルエンタテインメント）- キャラクターデザイン、未発売
- メガミデバイス SOLホーネット、ロードランナー、ラプター。メカデザインは柳瀬敬之。
- 【ニコニコ超会議2018】○○がつくってみたnicoT【黒星紅白】、【ニコニコ超会議2018】○○がつくってみたマイクロファイバーニコタオル【黒星紅白】[6]